# Time Warner
Time Warner, Inc. (po združitvi z AT&T zdaj imenovano WarnerMedia) je bil medijski konglomerat, ki je nekoč obvladoval velik delež na področjih filma, televizije, telekomunikacij, založništva ter internetnih storitev. Središče korporacije je bilo v New Yorku, ZDA. Bil je tretji največji igralec na področju zabavništva iz naslova prihodkov, takoj za Comcast in The Walt Disney Company. Pod njegovim lastništvom je bil tudi hollywoodski studio Warner Bros. Entertainment, Inc.
Podjetje je v letu 2016 zaposlovalo 24.600 ljudi in ustvarilo 28,11 milijard dolarjev prihodkov (s 3,83 milijarde čistega dobička). Pod podjetjem je delovala tudi vrsta znanih podjetij in blagovnih znamk na primer: HBO, Cartoon Network, CNN, DC Comics in The CW.  
Time Warner je bil včasih lastnik naslednjih podjetij: AOL, Time Inc., Time Warner Cable, Warner Books in Warner Music Group. Podjetja danes poslujejo povsem ločeno, z istim imenom. Podjetja so se od Time Warner ločila v letih od 2004-2014.

## AT&T in prevzem Time Warner-ja
Telekomunikacijski gigant AT&T je 23. oktobra 2016 potrdil, da bo za 85 milijard dolarjev (108,7 milijard iz naslova prodaje delnic in dolgov) odkupil in s tem postal novi lastnik Time Warner-ja. S to potezo bo AT&T pod upravljanje prevzel vsa hčerinska podjetja, tudi divizijo Warner Bros. Entertainment. Delničarji podjetja Time Warner so 15. februarja 2017 z 78 odstotki podpore potrdili združitev podjetij. Transakcija naj bi se zaključila ob koncu leta 2017, vendar se je izjalovila. Viri trdijo, da naj bi prevzem morala potrditi še vsaj Department of Justice (slo. ''Ministrstvo za pravosodje'') in Federal Communications Commission (FCC), regulator področja komuniciranja na ozemlju ZDA a nakupu nista naklonjena. Predsednik ZDA Donald Trump naj bi nakupu nasprotoval.
12. junija 2018 je AT&T sporočil, da je prevzem uradno končan, s tem ko je zmagal proti tožbi ameriškega pravosodnega ministrstva, ki so AT&T očitali monopol in vertikalno integracijo, ki bi nastala z združitvijo. Time Warner, kot blagovna znamka je sedaj preteklost, novonastalo ime podjetja od 15. junija je WarnerMedia (oz. Warner Media Group), ki združuje divizije HBO, Turner in Warner Bros Entertainment.

## Lastništvo v slovenskih podjetjih
Slovensko podjetje Pro Plus, ki izdaja TV programe Pop, Kanal A, Oto, Kino, in Brio ter spletni novičarski portal 24ur.com in spletne video-knjižnico Voyo, je del lastniške strukture Central European Media Enterprises Ltd. (CME), katerega največji lastnik je Time Warner (49,9%).